# José De Grandis
José De Grandis (Buenos Aires Argentina, 27 de febrero de 1888 – ídem., 3 de diciembre de 1932 ), cuyo nombre completo era José Pedro De Grandis fue un letrista, violinista y compositor dedicado al género del tango. Entre sus obras se recuerdan especialmente los tangos Amurado, Cotorrita de la suerte y Recordándote.

## Actividad profesional
Desde edad temprana pasó con su violín por locales famosos por su dedicación al tango, como los cafés Nacional y el ABC, entre otros, integrando diversos conjuntos típicos dirigidos por Juan Bautista Deambroggio (Bachicha), Graciano De Leone,  Enrique Pollet y los hermanos José Servidio (Balija) y Luis Servidio, entre otros.
En 1922 integró de manera fugaz la orquesta dirigida por Luis Petrucelli para actuar en el Casino Pigall. En 1925 integró el sexteto que dirigía el bandoneonista Enrique Pollet actuando en el Café El Parque, de Lavalle y Talcahuano (antes se llamaba Café Internacional) en cuyo entrepiso estaba la Rotisería Argentina y también una casa de citas regenteada por Madame Fontane. En una de las ocasiones en que Pedro Laurenz concurrió al local para escuchar a su amigo Pollet, De Grandis le acercó unos versos que había escrito y se puso a musicalizarlos junto con Pedro Maffia – por entonces ambos tocaban en el sexteto de Julio De Caro-  dando nacimiento en 1926 al tango Amurado.
También es de su autoría la  letra del tango Cotorrita de la suerte, que musicalizó Alfredo J. De Franco y estrenó Carlos Gardel grabándolo el 16 de diciembre de 1927 en Barcelona. Otras de sus obras son los tangos Adiós pueblo y Cachada que musicalizó Bardi y Aquel muchacho triste, cuya música también compuso, todos de 1928, Rante, Risa loca, Farolito de mi barrio, Adorable noviecita, Triste pasado, Por eso me emborracho, Rezongona, Meditación, a los que pusieron música Nicolás Primiani, Enrique Pollet, Carlos Di Sarli y Pedro Laurenz, entre otros.
Carlos Gardel grabó los tangos Noche fría, una de sus primeras letras, con música del dúo Gardel-Razzano,  Recordándote y Viejo curda que musicalizara su guitarrista Guillermo Barbieri; Mi diosa con música de Francisco De Caro; Amurado, La casita está triste con música de Luis Bernstein y Aquel muchacho triste.

## Valoración
Luis Adolfo Sierra dice de De Grandis:

«No fue un ejecutante destacado; casi siempre segundo violín. Y lo más lamentable, para complicar nuestras intenciones de rescatarlo conceptualmente como letrista, es que a las letras que escribió no les dio importancia. Según me refirieron quienes estuvieron cerca de él, eso de ponerle letras a ciertos tangos que le gustaban era una simple travesura intrascendente; algo así como quien realiza caricaturas con un lápiz sobre el mantel durante la sobremesa».

Si bien fue un letrista modesto que utilizó en sus tangos todos los lugares comunes característicos del género, en Amurado, esos lugares son delicadamente decantados por el poeta. La música de Maffia y Laurenz embelleció sus versos y la memorable interpretación de Agustín Magaldi al grabarlo el 10 de septiembre de 1927 le dio un empuje hacia la popularidad. Orlando del Greco cita en especial dos de sus metáforas, «una tarde más tristona que la pena que me aqueja» y «pero llevo más en curda a mi pobre corazón», de las que dice que no carecen de vigor y de cierta originalidad.
De Grandis falleció en Buenos Aires el 3 de diciembre de 1932.